# Olympiakós (volley-ball féminin)
Pour le club omnisports, voir Olympiakos Le Pirée.
L'Olympiakós Le Pirée est un club de volley-ball féminin grec, fondé en 1930, évoluant au plus haut niveau national. Il s'agit d'une section du club omnisports de l'Olympiakos, basé dans la ville du Pirée.

## Historique
la section du club est fondé en 1930.

## Palmarès
- Championnat de Grèce (9)
  - Vainqueur : 2013, 2014, 2015, 2016, 2017, 2018, 2019, 2020[3],[4] 2025[5]
  - Finaliste : 2007, 2008, 2009, 2010, 2011, 2012, 2022, 2023, 2024
- Coupe de Grèce (11)
  - Vainqueur :2011, 2012, 2013, 2014, 2015, 2016, 2017, 2018, 2019, 2024, 2025
  - Finaliste : 2010
- Super Coupe de Grèce (1)
  - Vainqueur : 2024
- Challenge Cup
  - Finaliste : 2017 [6]
  - Vainqueur : 2018 [7]

## Saison 2024-2025
| No                                           | Nom                                          | Date de naissance                            | Taille                         | Poids                          | Poste                          |
| -------------------------------------------- | -------------------------------------------- | -------------------------------------------- | ------------------------------ | ------------------------------ | ------------------------------ |
| 1                                            | Chrysa Karayánni                             | 7 juin 2008                                  | 183                            | 58                             | Centrale                       |
| 2                                            | Marialéna Artakianoú                         | 21 mai 1994                                  | 170                            | 62                             | Libero                         |
| 3                                            | Yamila Nizetich                              | 27 janvier 1989                              | 183                            | 76                             | Réceptionneuse-attaquante      |
| 4                                            | Ivana Vanjak 1                               | 30 mai 1995                                  | 193                            | 80                             | Réceptionneuse-attaquante      |
| 5                                            | Ifigénia Sampáti                             | 1er août 1998                                | 172                            | 55                             | Libero                         |
| 6                                            | Evanthía Lávda                               | 15 octobre 1997                              | 177                            | 68                             | Passeuse                       |
| 7                                            | Tzína Lamproúsi                              | 27 janvier 1993                              | 184                            | 65                             | Centrale                       |
| 8                                            | Ánna Kalantátze                              | 13 août 1997                                 | 182                            | 62                             | Attaquante                     |
| 9                                            | Nássia Fakopoulídou                          | 22 mai 1998                                  | 181                            | 55                             | Réceptionneuse-attaquante      |
| 10                                           | Melína Emanouilídou                          | 18 septembre 1994                            | 187                            | 76                             | Centrale                       |
| 11                                           | Bianca Farriol                               | 18 décembre 2001                             | 185                            | 78                             | Centrale                       |
| 12                                           | Milica Kubura                                | 20 mars 1995                                 | 194                            | 77                             | Attaquante                     |
| 15                                           | Iman Isanović2                               | 28 octobre 1999                              | 188                            | 70                             | Réceptionneuse-attaquante      |
| 18                                           | Yasmine Abderrahim                           | 16 avril 1999                                | 182                            | 63                             | Réceptionneuse-attaquante      |
| 19                                           | Paraskeví Zafeiríou                          | 8 juin 2006                                  | 179                            | 64                             | Réceptionneuse-attaquante      |
| 20                                           | Ioánna Dimitríou                             | 3 septembre 2008                             | 179                            | 70                             | Centrale                       |
| 21                                           | Vassilikí Zafeiríou                          | 6 novembre 2008                              | 175                            | 63                             | Passeuse                       |
| 77                                           | Isabella Di Iulio                            | 26 novembre 1991                             | 187                            | 76                             | Passeuse                       |
|                                              |                                              |                                              |                                |                                |                                |
| Encadrement technique                        | Encadrement technique                        |                                              | Légende                        | Légende                        | Légende                        |
| Entraîneur : Lorenzo Micelli                 | Entraîneur : Lorenzo Micelli                 | Entraîneur : Lorenzo Micelli                 | : Capitaine                    | : Capitaine                    | : Capitaine                    |
| Entraîneur(s) adjoint(s) : Spyros Sarantitis | Entraîneur(s) adjoint(s) : Spyros Sarantitis | Entraîneur(s) adjoint(s) : Spyros Sarantitis | : Joueuse blessée actuellement | : Joueuse blessée actuellement | : Joueuse blessée actuellement |
| Manager général : Nikos Katsiouras           |                                              |                                              |                                |                                |                                |

| Équipe type : Olympiakos Le Pirée                                                                                        |
| \| Di Iulio · # 77 Nizetich · # 3 Farriol · # 11 Kubura · # 12 Abderrahim · # 18 Emanouilídou · # 10 Artakianoú · # 2 \| |
| Di Iulio · # 77 Nizetich · # 3 Farriol · # 11 Kubura · # 12 Abderrahim · # 18 Emanouilídou · # 10 Artakianoú · # 2       |

| Di Iulio · # 77 Nizetich · # 3 Farriol · # 11 Kubura · # 12 Abderrahim · # 18 Emanouilídou · # 10 Artakianoú · # 2 |

Notes

## Joueuses majeures
| - Evangelía Chantáva Grèce (Réceptionneuse-attaquante) - Stélla Christodoúlou Grèce (Passeuse) - Katerína Gióta Grèce (Centrale) - Tzína Lamproúsi Grèce (Centrale) - Aréta Konómi Grèce (Libero) - María Nomikoú Grèce (Attaquante) - Saskia Hippe Allemagne (Attaquante) - Jana Franziska Poll Allemagne (Réceptionneuse-attaquante) - Bianca Farriol Argentine (Centrale) - Yamila Nizetich Argentine (Réceptionneuse-attaquante) - Nadzeya Malasai Biélorussie (Réceptionneuse-attaquante) - Mariana Costa Brésil (Réceptionneuse-attaquante) - Aneta Germanova Bulgarie (Réceptionneuse-attaquante) - Antonina Zetova Bulgarie (Attaquante) - Biljana Gligorović Croatie (Passeuse) - Manolina Constantinou Chypre (Centrale) - Wilma Salas Cuba (Réceptionneuse-attaquante) | - Taylor-Marie Agost États-Unis (Réceptionneuse-attaquante) - Stephanie Niemer États-Unis (Réceptionneuse-attaquante) - Riikka Lehtonen Finlande (Libero) - Katalin Kiss Hongrie (Attaquante) - Tatiana Artmenko Israël (Réceptionneuse-attaquante) - Manuela Secolo Italie (Réceptionneuse-attaquante) - Jana Šimánková République tchèque (Passeuse) - Yuliya Saltsevich Russie (Attaquante) - Aleksandra Crnčević Serbie (Réceptionneuse-attaquante) - Ana Lazarević Serbie (Réceptionneuse-attaquante) - Ivana Luković Serbie (Attaquante) - Ivana Nešović Serbie (Attaquante) - Maja Ognjenović Serbie (Passeuse) - Jovana Vesović Serbie (Réceptionneuse-attaquante) - Ivana Mifková Slovaquie (Attaquante) - Martina Noseková Slovaquie (Réceptionneuse-attaquante) - Olga Trach Ukraine (Centrale) |